# Yukio Shimomura
Yukio Shimomura (Hiroshima, 25. siječnja 1932.) japanski je nogometaš.

## Klupska karijera
Igrao je za Toyo Industries.

## Reprezentativna karijera
Za japansku reprezentaciju igrao je 1955. godine. Odigrao je 1 utakmicu.
S japanskom reprezentacijom Yukio Shimomura je igrao na Olimpijskim igrama 1956.

## Statistika
| Japan  | Japan | Japan |
| Godina | Nast. | Gol.  |
| ------ | ----- | ----- |
| 1955.  | 1     | 0     |
| Ukupno | 1     | 0     |

## Vanjske poveznice
- National Football Teams
- Japan National Football Team Database